# Феномен синего или белого платья

Сине-чёрное платье (англ. thedress, dressgate) — интернет-феномен и мем, возникший после того, как 26 февраля 2015 года в социальной сети Tumblr была опубликована фотография кружевного платья дизайнера Roman Originals. Фактически сразу развязался горячий спор относительно того, какого цвета платье на фотографии: голубое с чёрными полосками или белое с золотыми. Впоследствии было выяснено, что платье, показанное на фотографии, на самом деле синего и чёрного цветов, однако дискуссии относительно того, какие цвета видят разные пользователи, продолжались на многих форумах. Феноменом заинтересовались нейробиологи, установившие, что причина заключается в оптической иллюзии из-за неправильной светоотдачи, отчасти из-за того, что фотография была обработана. После того как фотография стала популярной, многие заинтересовались покупкой таких же платьев, и их продажа возросла в несколько раз.

## Возникновение феномена
Первой фото в социальной сети Tumblr заметила Кэйтлин Макнил, член музыкальной группы, исполняющей шотландскую народную музыку, когда искала свадебное платье для своих знакомых Грейс и Кейна. Кэйтлин собиралась играть вместе со своей группой во время их свадьбы на острове Колонсей. Грейс в свою очередь отправила фотографию своей матери, после чего между ними завязался спор относительно того, какого цвета её платье — синего с чёрным или белого с золотым. Грейс переслала фотографию другим пользователям сети, что привело к новой волне дискуссии.
Даже после того, как Макнил, увидев платье во время свадьбы, убедилась в том, что оно сине-чёрное, она продолжила публиковать фотографию в Интернете, создавая новые дискуссии. 26 февраля 2015 года Макнил опубликовала изображение в своём личном блоге в Tumblr, где задала вопрос своим подписчикам, какого цвета платье, что вызвало дискуссию и положило начало распространению нового интернет-мема.

## Распространение
Начиная с 27 февраля 2015 фотография набрала большую популярность в Интернете и начала распространяться по многим социальным сетям, включая Twitter. Появились такие хештеги, как #whiteandgold, #blueandblack, и #dressgate с последующими спорами относительно того, какого же цвета платье. Феномен привлёк внимание некоторых известных новостных изданий, включая The Washington Post. Некоторые статьи объясняли феномен плодом экзистенциального кризиса и предрекали, что это может навредить межличностным отношениям.
Наибольшую популярность фотография приобрела после публикации на новостном портале Buzzfeed, которую по состоянию на 2 марта просмотрели 37 миллионов раз.
68 % пользователей Buzzfeed решили, что платье было белым с золотыми полосками. Некоторые отмечали, что платье меняет цвет само по себе. На фотографию также отреагировало множество знаменитостей: так, например, Тейлор Свифт, Джейден Смит, Фрэнки Мунис, Деми Ловато, Минди Калинг и Джастин Бибер пришли к выводу, что платье сине-чёрное, в то время как Анна Кендрик, Джозеф Новак, сенатор Кристофер Мерфи, Джулианна Мур и Сара Хайленд увидели платье белым и золотым. Ким Кардашян в своём твиттере отметила, что она видела платье белым, а её муж Канье Уэст — синим. Люси Хейл, Фиби Тонкин и Кэти Нолан увидели различные цветовые оттенки. Леди Гага отметила, что платье имеет цвет песка и перванша, а Дэвид Духовны приписал платью морской цвет. Другая группа знаменитостей, как, например, Эллен Дедженерес и Ариана Гранде, так и не смогла прийти к выводу, какого цвета платье.
В средствах массовой информации было отмечено, что цветовые тона фотографии были обработаны, что нарушило баланс белого. В результате это помешало правильному восприятию цветов платья и ввело в заблуждение.
Само платье на самом деле ярко-синего цвета с чёрным кружевом. Помимо этого производитель предлагал и другие цветовые решения платья: в красных и розовых тонах с чёрными кружевами. На следующий день после публикации фотографии Макнил платья были проданы за 30 минут. Дизайнер платья объявил, что работает над бело-золотым вариантом и представит его на благотворительном аукционе Comic Relief.

## Научное объяснение

Картинка, показывающая, как хроматическая адаптация человека образует иллюзии абсолютно разных цветов на примере двух платьев с разным освещением

Нейробиологи Бевил Конуэй и Джей Нэйтц отметили, что изображение представляет собой оптическую ловушку, так как многих людей подводит хроматическая адаптация, выработанная в процессе эволюции для того, чтобы лучше ориентироваться в пространстве и различать предметы. Из-за яркого света на заднем плане человек может воспринимать голубой цвет как неосвещённую сторону, и мозг подсознательно игнорирует голубые оттенки, отчего человеку кажется, что он видит белый цвет. То же самое с чёрными полосками: из-за низкого качества фотографии некоторые участки чёрного приобрели золотой оттенок, из-за чего человек подсознательно игнорирует чёрный цвет и думает, что это золотой. Обратный эффект наблюдается у тех, кто видит платье чёрно-голубого цвета, так как они подсознательно игнорируют золотые оттенки. Другие учёные предполагают, что на самом деле все люди воспринимают цвета одинаково, однако многие люди могут сделать для себя неправильный вывод, таким образом проявляется эффект нового платья короля. Нейрофизиолог Бевил Конуэй также предполагает, что восприятие цвета платья связано с тем, что же именно человек желает видеть, а также тем фактом, что у многих свадебное платье ассоциируется с белыми оттенками. Те же люди, которые ведут ночной образ жизни, по наибольшей вероятности увидят синие цвета.